# Mrigya
Mrigya es una banda de música  fusión india, formada en Nueva Delhi, fundada en 1999. La música que ellos interpretan es una fusión de ritmos y estilos como el Blues, Folk, Funk, Latin, Rock y Jazz, acompañado con la música clásica de la India. A lo largo de los años, la banda se ha presentado en festivales nacionales e internacionales.

## Carrera
La banda se formó inicialmente como un proyecto para un club de música conocido como  "Amigos de la Música" y fueron bautizado bajo el nombre artístico de "Mrigaya" (sánscrito para "cazar") por Indraneel Hariharan. Aunque un error de imprenta, provocó en el folleto de la promoción denominada, el equipo recién formada como "Mrigya". La banda decidió mantener este nuevo nombre, que nació como un incidente divertido.

## Integrantes
- Sharat Chandra Srivastava : violín
- Karan Sharma : guitar
- Indraneel Hariharan : bajo y guitarra
- Sacchin Kapoor : teclados
- Gyan Singh : tabla
- Rajat Kakkar : baterías
- Sukriti Sen : voz principal de música clásica
- Qadir Niazi : segunda voz

## Anteriores integrantes
- Sachin Gupta
- Sonam Sherpa

## Discografía
- The Composition of World Harmony, EMI-Virgin Records 2010

## Major performances
- Southbank Centre, London - 2001
- Edinburgh Fringe Festival - 2001 and 2002
- Dubai Jazz Festival - 2003
- New Zealand Arts Festival - 2004
- Singapore Kalautsavam - 2004
- Jazz by the lake , Johannesburg - 2007 and 2010
- The Bassline , Johannesburg - 2007
- ICC Arena , Durban - 2007
- Blue Lagoon , Durban - 2007
- Jazz Club, Durban - 2007
- Artscape , Cape Town - 2007
- V & A Waterfront , Cape Town - 2007
- Pretoria University - 2007, 2010
- City Hall , Durban - 2010
- Gandhi Hall , Lenasia - 2010
- Bolshoi Theatre , Moscow - 2009
- Rimsky Korsakov Conservatory , St. Petersburg - 2009
- Indian high Commission , Berlín - 2007
- UFA Fabrik, Berlín - 2007
- Beit Schmuel Hall, Jerusalem - 2011
- Reading 3 , Tel Aviv - 2011
- Gwanghwamun Plaza , Seoul - 2011
- Busan International Rock Festival - 2011
- Vancouver Folk Festival - 2012[1]
- Square roots festival , Chicago - 2012
- Bibliotheca Alexandrina, Alexandria - 2013

## Premios
- Herald Angel Award, Scotland, 2002[2]
- Tap Water Award, Scotland, 2002[3]
- Artists for Change Karmaveer Puraskaar, India, 2012